# Honig-Schöterich
Der Honig-Schöterich (Erysimum odoratum), auch Wohlriechender Schöterich oder Duft-Schöterich genannt, ist eine Pflanzenart aus der Gattung Schöteriche (Erysimum) innerhalb der Familie der Kreuzblütengewächse (Brassicaceae).

## Beschreibung

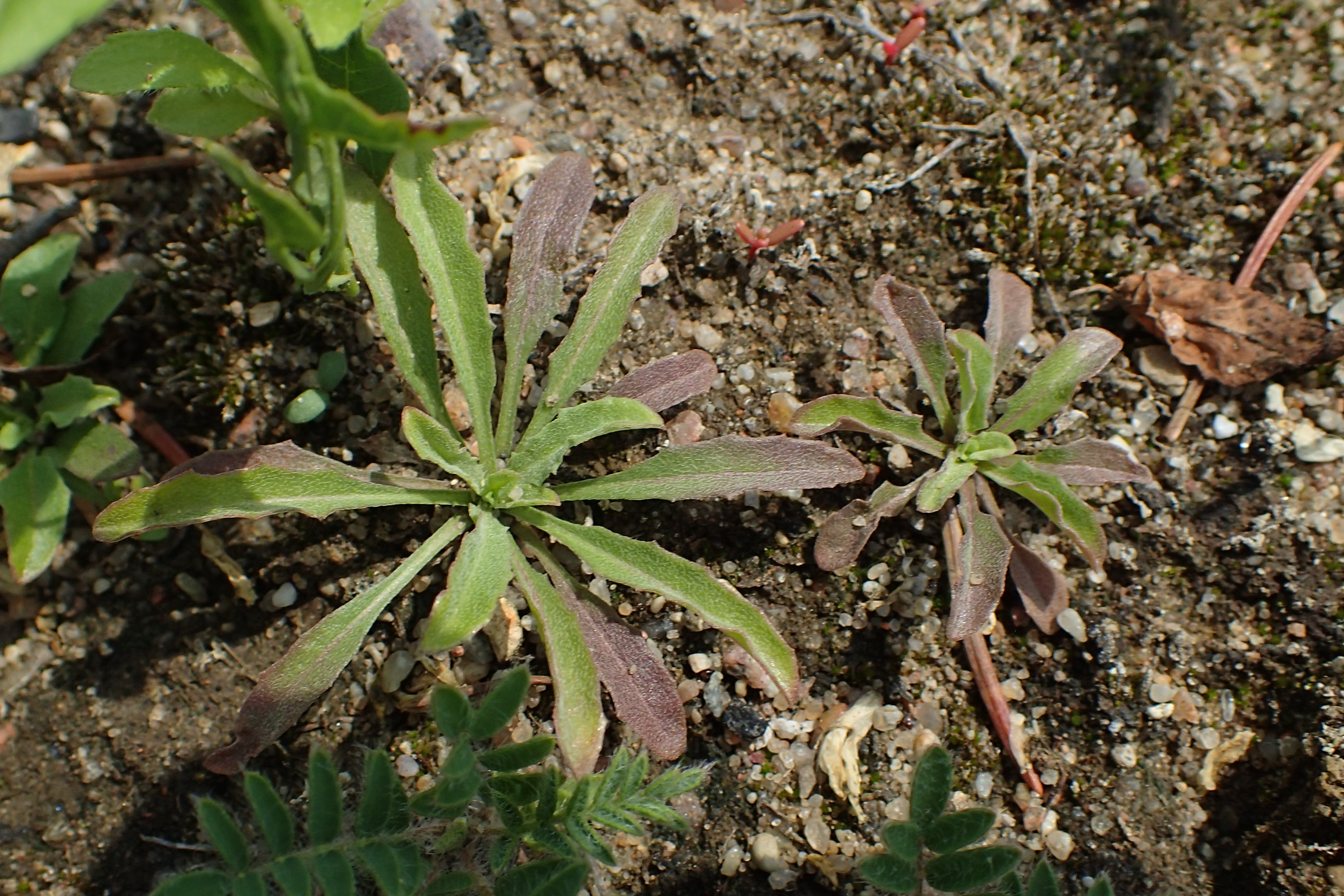
Blattrosetten

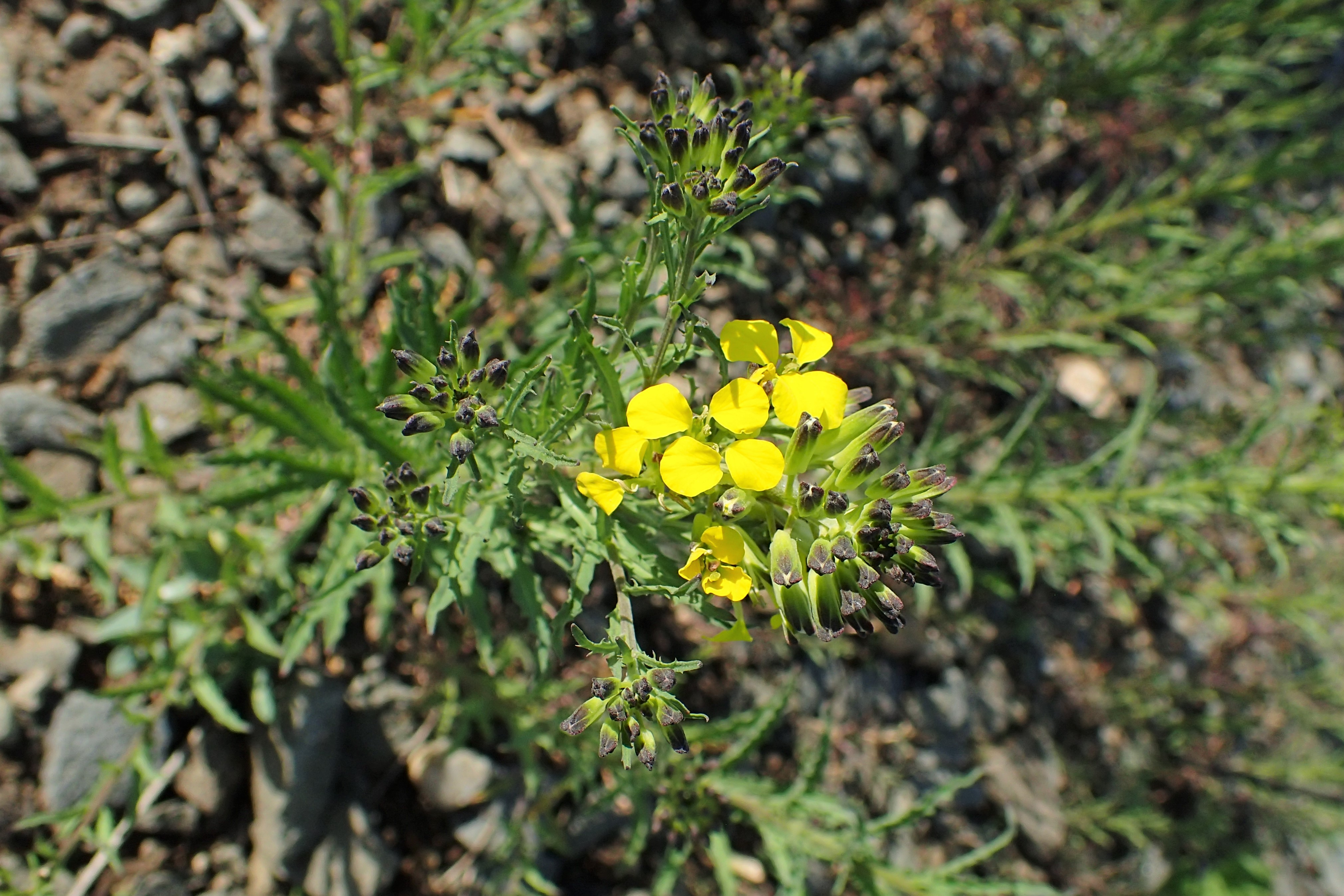
Blühende Pflanze von oben

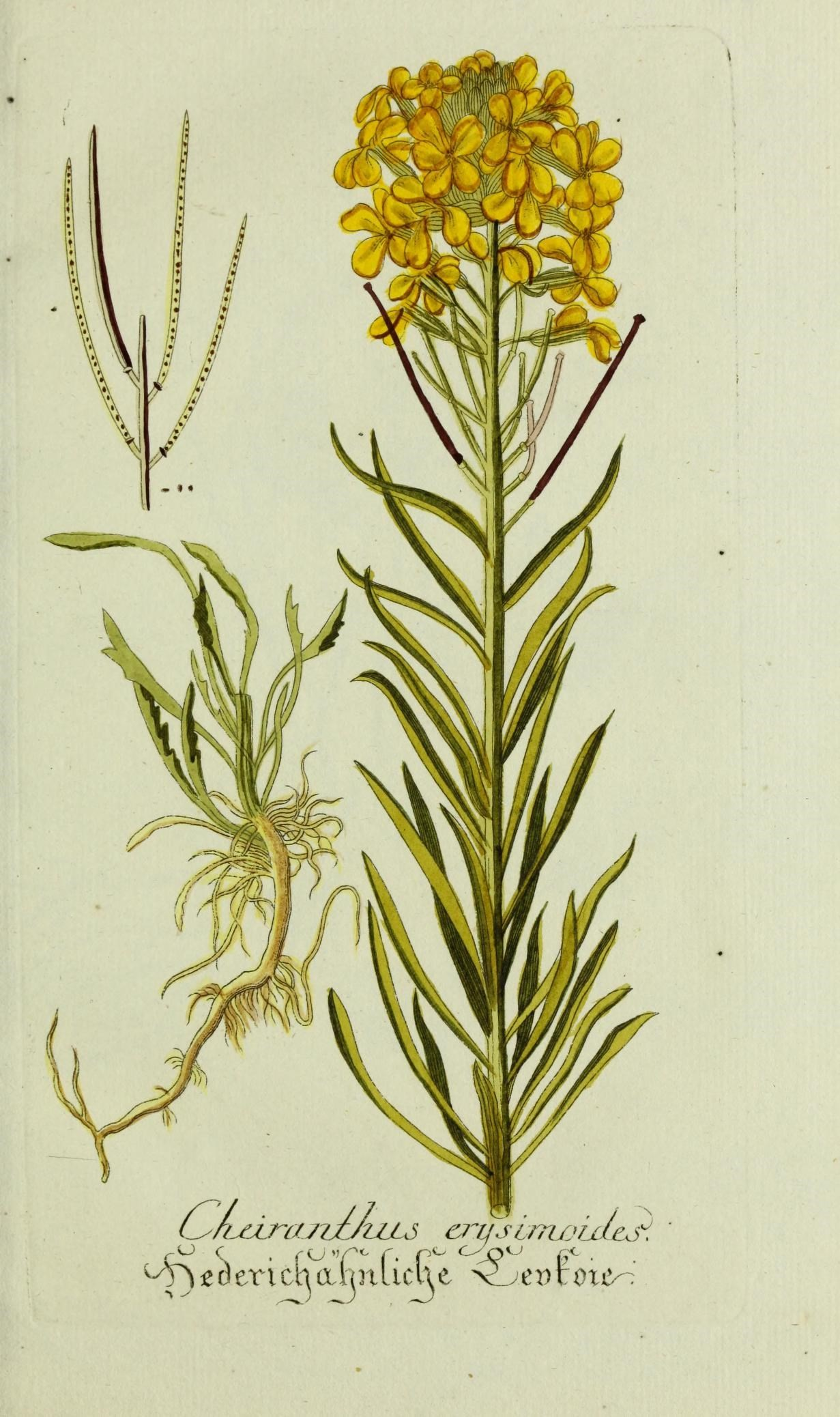
Illustration aus Plantarum indigenarum et exoticarum icones ad vivum coloratae, oder, Sammlung nach der Natur gemalter Abbildungen inn- und ausländischer Pflanzen, für Liebhaber und Beflissene der Botanik

### Vegetative Merkmale
Der Wohlriechende Schöterich ist eine ein- oder zweijährige krautige Pflanze, die Wuchshöhen von 20 bis 90 Zentimetern erreicht. Die Stängel sind aufrecht und gerade oder oben steilastig verzweigt. Sie sind ziemlich dicht mit zweizackigen Sternhaaren besetzt.
Die grundständigen Laubblätter sind zur Blütezeit meist schon verwelkt, sie sind buchtig gezähnt. Die Stängelblätter sind wechselständig. Die oberen Stängelblätter sind überwiegend mit dreistrahligen Sternhaaren besetzt.

### Generative Merkmale
Die Blütezeit reicht von Juni bis August. Die Blüten stehen in einem dichten traubigen Blütenstand zusammen.Kronblatt
Die Blüten duften nach Honig (daher das Artepitheton odoratum vom lateinischen Wort odoratus für „wohlriechend“). Die zwittrige Blüte ist vierzählig. Die vier Kelchblätter sind bei einer Länge von 7 bis 10 Millimetern schmal länglich bis fast linealisch und meist länger als der Blütenstiel. Die Kronblätter sind 12 bis 18 Millimeter lang, 4 bis 7 Millimeter breit und goldgelb. Die Platte der Kronblätter ist breit verkehrt-eiförmig, rasch in den Nagel verschmälert und auf der Unterseite spärlich angedrückt behaart. Der Nagel ist schmal und weißlich, er nimmt fast zwei Drittel der Länge der Kronblätter ein. Die Staubblätter sind 12 bis 14 Millimeter lang. Der Griffel ist 1,5 bis 2,7 Millimeter lang und die zweilappige Narbe ist meist zwei- bis dreimal so breit wie der Griffel.
Die Schote ist scharf vierkantig. Die Samen sind hellbraun und 1,5 bis 2 Millimeter lang.
Die Chromosomenzahl beträgt 2n = 24 oder 32.

### Ähnliche Art
Von dem ähnlichen Bleichen Schöterich (Erysimum crepidifolium) unterscheidet der Honig-Schöterich sich durch die 3 bis 5 Millimeter langen Blütenstiele und die grauhaarigen Schoten, die an den Kanten wenig behaart und grün sind. Beim Bleichen Schöterich sind die Blütenstiele 1 bis 3 Millimeter lang und die grauhaarigen Schoten werden auf den Kanten nicht kahl und grün.

## Vorkommen
Der Honig-Schöterich kommt in Frankreich, Deutschland, Tschechien, Österreich, Polen, in der Slowakei, Italien, Slowenien, Kroatien, Ungarn, Serbien, Bosnien und Herzegowina, Montenegro, Albanien, Griechenland, Nordmazedonien, Bulgarien, Rumänien, Moldawien, in der Ukraine und im europäischen Russland vor. Diese Art hat auch Vorkommen im westlichen Sibirien und in Xinjiang.
Der Honig-Schöterich gedeiht in Mitteleuropa auf sonnigen Fels- oder Steppenrasen, auf trocken-warmen, basenreichen, mehr oder weniger humusarmen und feinerdearmen, flachgründigen Steinböden, auch auf Kies und Steinschutt. Er wächst in Pflanzengesellschaften des Verbands Xerobromion, zum Beispiel im Pulsatillo-Caricetum humilis oder in Pflanzengesellschaften der Verbände Festucion valesiacae oder Seslerio-Festucion.

## Taxonomie und Systematik
Die Erstveröffentlichung von Erysimum odoratum erfolgte 1792 durch Jakob Friedrich Ehrhart in Beiträge zur Naturkunde, Band 7, Seite 157. Synonyme für Erysimum odoratum Ehrh. sind: Cheiranthus erysimoides L., Erysimum cheiranthus Pers., Erysimum cheiriflorum Wallr., Erysimum chrysanthum Pancic, Erysimum erysimoides (L.) Janch., Erysimum pallescens Herbich, Erysimum pannonicum Crantz.
Eine ähnliche Art ist Erysimum carniolicum Dolliner. Sie kommt vor in Slowenien, Kroatien, Serbien, Bosnien-Herzegowina und Montenegro. Sie wurde auch von manchen Autoren als Unterart Erysimum odoratum subsp. carniolicum (Dolliner) Hegi & E.Schmid zu Erysimum odoratum gestellt. Sie wird nur 10 bis 40 Zentimeter hoch und ihre Rosettenblätter sind zur Blütezeit noch vorhanden. Die Stängel- und Blatthaare sind überwiegend drei- bis fünf-schenklig. Sie wurde vom österreichischen Arzt und Botaniker Georg Dolliner (1794–1872) entdeckt und 1827 in Flora oder Botanische Zeitung, vol. 10, S. 254 erstbeschrieben.